# Tomàs d'Anglaterra
Tomàs d'Anglaterra va ser un poeta anglonormand del segle xii. És conegut pel seu vell poema en francès, Tristany, una versió de la llegenda de Tristany i Isolda de la qual només existeixen vuit fragments, al voltant de 3.300 línies de vers, sobretot de l'última part de la història i es calcula que representa prop d'una sisena part de la història original.
El poema es va escriure entre 1155 i 1160, possiblement per a Leonor d'Aquitània, ja que l'obra suggereix llaços propers amb la cort d'Enric II. Més enllà d'això, la seva identitat és obscura; s'ha especulat que podria ser el mateix Tomàs que va escriure el Romanç de Horn.